# Daniel Vincent Gallery
Kontraadmiral Daniel Vincent Gallery, ameriški admiral, vojaški pilot, rokoborec, pomorski ataše, zgodovinar in pisatelj, * 10. julij 1901, † 16. januar 1977.
Gallery je bil ugleden častnik Vojne mornarice ZDA, ki je deloval med drugo svetovno in korejsko vojno. Najbolj je znan po zavzetju nemške podmornice U-505, ki jo je zajel 4. junija 1944. Po vojni je bil vodilni udeleženec Upora admiralov - nesporazuma med Vojno mornarico in Vojnim letalstvom ZDA. 

## Zgodnje življenje
Leta 1917 je v starosti 16 let vstopil v Pomorsko akademijo ZDA. Diplomiral je eno leto prej, leta 1920. Istega leta je nastopil tudi na rokoborbnem delu poletnih olimpijskih iger leta 1920; zmagal je v prvem in izgubil v drugem krogu. 
Potem se je posvetil letalstvu. Letel je na pomorskih, torpednih in amfibijskih letalih. V 30. letih 20. stoletja je tudi osvojil prvo mesto na Državnih zračnih dirkah s torpednim letalom Douglas Devastator, ki ga je predelal v dirkalno. 
Leta 1941 je postal pomorski ataše na Veleposlaništvu ZDA v Londonu. Medtem, ko je bil v Veliki Britaniji, je opravljal službo taksi pilota, ko je letel s Spitfiri iz tovarne na letališča Kraljevaga vojnega letalstva. Sam je rad trdil, da je bil edini pilot Vojne mornarice ZDA, ki je med bitko za Britanijo letel s Spitfiri; toda le-ti so bili neoboroženi. 

## Druga svetovna vojna
Leta 1942 je postal poveljnik Flotne letalske baze Vojne mornarice ZDA v Reykjavíku (Islandija); za svoje protipodmorniško delovanje je bil odlikovan s bronasto zvezdo. V tem času je dobil tudi idejo, da bi zajel nemško podmornico. 
Leta 1943 je postal prvi poveljnik eskortne letalonosilke USS Guadalcanal. Januarja 1944 je bil postavljen za poveljnika protipodmorniške bojne skupine (Task Group 21.12; kratica TG 21.12), ki je delovala iz Pomorske postaje Norfolk in bila sestavljena okoli Guadalcanala kot zastavne ladje. TG 21.12 je potopila nemško podmornico U-544.
Marca 1944 je bila okoli Guadalcanala formirana nova bojna skupina Task Group 22.3. V času poveljevanja tej enoti je Gallery pričel s 24-urnimi letalskimi operacijami proti podmornicami; na ta način so primorali nemške podmornice, da so se dvignile na površje in jih nato napadli. 9. aprila je bojna skupina potopila prvo podmornico U-515, ki ji je poveljeval podmorniški as kapitanporočnik Werner Henke. Po dolgi bitki je bila podmornica primorana, da se dvigne na površje, nakar je preživela posadka zapustila poškodovano podmornico. Razbitino so še dalje obstreljevali, dokler se ni potopila. Na podlagi te izkušnje je Gallery zasnoval načrt za zajetje podmornice; ob vsakem boju s podmornico je tako pripravil posadko, ki bi zajela podmornico. Nočno letalo iz bojne skupine je nato potopilo podmornico U-68. Na naslednjem križarjenju je Gallery ponovno zasnoval zasedbene posadke. 4. junija 1944 je skupina napadla podmornico U-505, jo huje poškodovala in jo prisilila, da se dvigne na površje. Poveljnik podmornice, nadporočnik Harald Lange, je ukazal zapustiti podmornico in jo dokončno potopiti. Gallery je poslal enoto iz eskortnega rušilca USS Pillsbury (DE-133), da bi zajela podmornico. Bližnje ameriške ladje so s streljanjem iz mitraljezov in protiletalskih topov odvrnile nemško posadko stran. Američani so uspeli zajeti Enigmo in trenutne kodne knjige. Uspelo so preprečiti njeno potopitev, tako je U-505 postala edino vojaško ladjo, ki jo je Vojna mornarica ZDA zajela na morju po vojni leta 1812. To je bil tudi zadnji primer, ko je ameriški vojaški kapitan izdal ukaz Away All Boarders (Stran vsi naskakovalci). Poročnik Albert David, ki je poveljeval zasedbeni skupini, je prejel medaljo časti; bil je edini pripadnik Atlantske flote, ki je prejel to odlikovanje med drugo svetovno vojno. Celotna bojna skupina je prejela Predsedniško omembo enote in Gallery je prejel Distinguished Service Medal za zajetje U-505.
Kljub temu uspehu je prejel grajo s strani admirala Ernesta J. Kinga, načelnika pomorskih operacij. King mu je očital, da je zajetje podmornice brez pomena, če Američani ne bodo bili popolnoma tiho o zajetju. V nasprotnem primeru bi Nemci zamenjali kode in izboljšali sistem. Gallery je uspel prepričati vse svoje podrejene o pomembnosti molčanja, tako da so Nemci mislili, da se je podmornica potopila in z njo tudi kodne skrivnosti.
Proti koncu druge svetovne vojne je Gallery postal poveljnik letalonosilke USS Hancock (CV-19).

## Po drugi svetovni vojni
Po napredovanju v kontraadmirala je postal pomočnik načelnika pomorskih operacij. Med korejsko vojno je poveljeval Letalonosilnemu oddelku 6.

### Upor admiralov
T.i. upor admiralov se je zgodil v času mandata Louisa Johnsona kot sekretarja za obrambo ZDA. Johnson je nameraval ukiniti letalonosilno floto, združil Korpus mornariške pehote ZDA v Kopensko vojsko ZDA in zmanjšati Vojno mornarico ZDA na raven sile za spremljevanje konvojev. Gallery je napisal serijo člankov za The Saturday Evening Post, v katerih je kritiziral Johnsonove namere. V zadnjem članku Don't Let Them Scuttle the Navy! (Ne dovolite jim potopiti mornarico!) je izrazil tako skrajna stališča, da je bil skoraj poslan pred vojaško sodišče zaradi nepokorščine. Posledično pa ni bil nikoli povišan v trizvezdni čin in njegova kariera je tako zastala.

### Poveljstvo 10. pomorskega okrožja
Njegovo zadnje poveljstvo je bilo 10. pomorsko okrožje v San Juanu (Portoriko) med decembrom 1956 in julijem 1960. V tem času je sodeloval pri ustanovitvi šolske baseballske lige v Portoriku in hkrati dal ustanoviti prvo ameriško steelpan in do sedaj edino vojaško glasbeno skupino leta 1957 - U.S. Navy Steel Band; skupina je delovala do leta 1999.
Admiral Gallery se je bil prisiljen upokojiti leta 1960, ko so ga spoznali za zdravstveno nesposobnega. Malo pred njegovo upokojitvijo pa so prekinili s tradicijo upokojitvenega povišanja. Tako je ostal eden od redkih kontraadmiralov svojega časa, ki se je upokojil s tem činom, medtem ko so druge predhodno upokojili kot viceadmirale.
16. januarja 1977 je v starosti 75 let umrl v Pomorskem medicinskem centru Bethesda. Pokopali so ga s polnimi vojaškimi častmi na Nacionalnem pokopališču Arlington zraven njegovih dveh bratov.

## Književna kariera
Daniel Gallery je napisal več knjig o pomorski tematiki. Njegove fikcijske knjige so humoristične, razen The Brink, ki je drama o ZDA in Sovjetski zvezi.  

### Zgodovinske
- Clear the Decks (Morrow, 1951)
- U-505 (izvirni naslov: Twenty Million Tons Under the Sea) (1956)
- We Captured a U-boat (Popular Book Club, 1958)
- The Pueblo Incident (Doubleday, 1970)
- Eight Bells (izvirni naslov: Eight Bells And All's Well) (Norton, 1965)

Fikcija
- Now, Hear This! (Paperback Library, 1966)
- Stand By-y-y to Start Engines (Norton, 1966)
- Cap'n Fatso (nadaljevanje Now, Hear This) (Norton, 1969)
- Away Boarders (nadaljevanje Cap'n Fatso) (Norton, 1971)
- The Brink (Warner Books, 1973)

## Družina
Njegova dva brata, William Gallery in Philip Gallery, sta bila tudi kontraadmirala, medtem ko je bil četrti, John Ireland Gallery, rimskokatoliški pomorski kaplan.

## Nagrade
Poimenovanja
Po vseh treh bratih admiralih so poimenovali fregato USS Gallery (FFF-26).